# Sendadiano
Sendadiano est une commune ou contrée de la municipalité de Kuartango dans la province d'Alava dans la Communauté autonome basque.